# Хатерума
Хатеру́ма (яп. 波照間島 хатэрума-дзима) — небольшой остров в островной группе Яэяма островов Сакисима архипелага Рюкю. Административно относится к округу Такетоми уезда Яэяма префектуры Окинава, Япония. Является самым южным из заселённых островов Японии, в честь чего здесь установлен монумент.
Площадь острова составляет 12,77 км², население — 540 человек (2011).
На острове находится административный центр округа Такетоми — посёлок Такетоми. Паромом соединён с островом Исигаки, есть аэропорт.
Высота над уровнем моря — 60 м.

## Фотогалерея

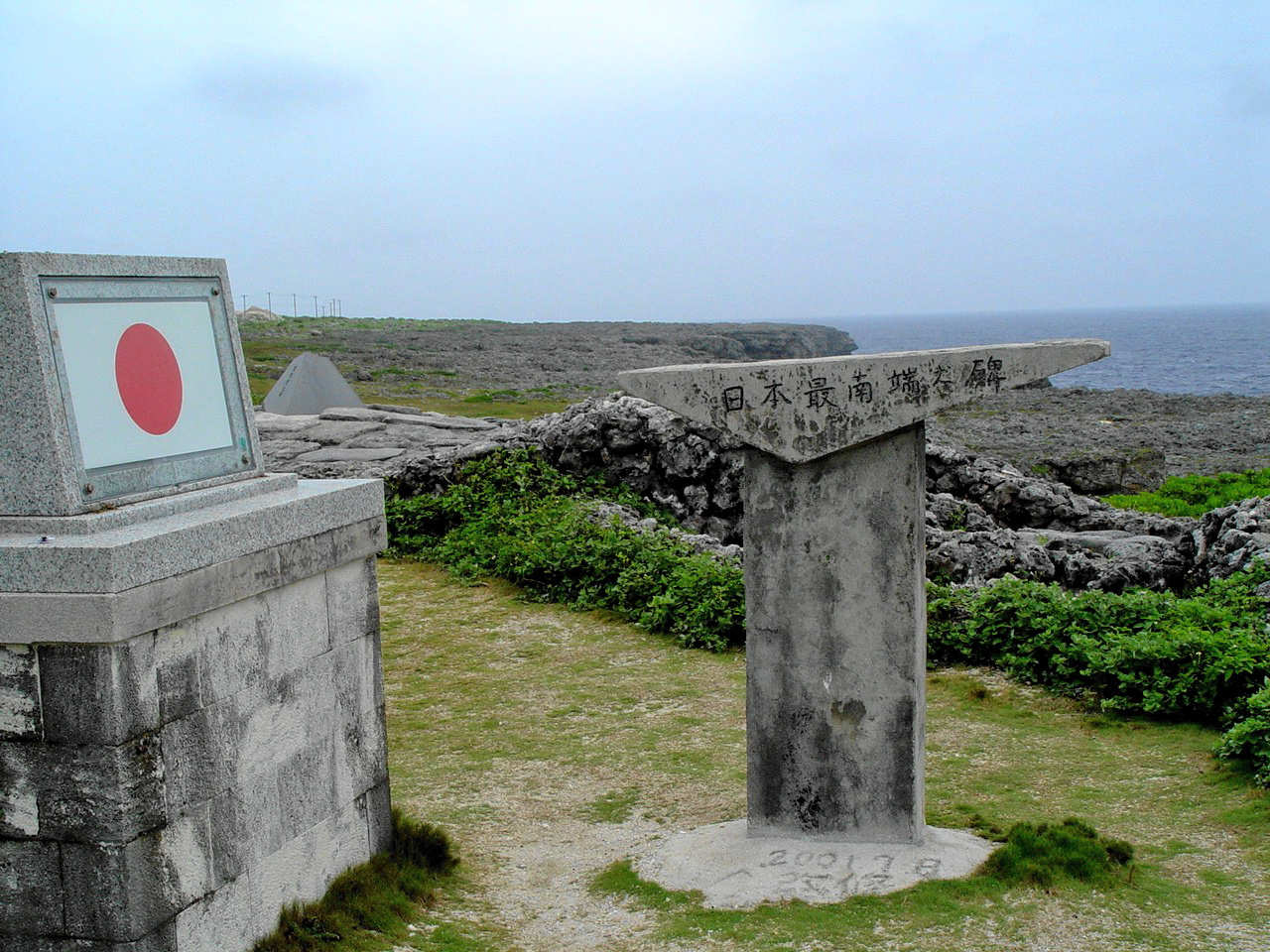
Монумент крайней южной точке Японии
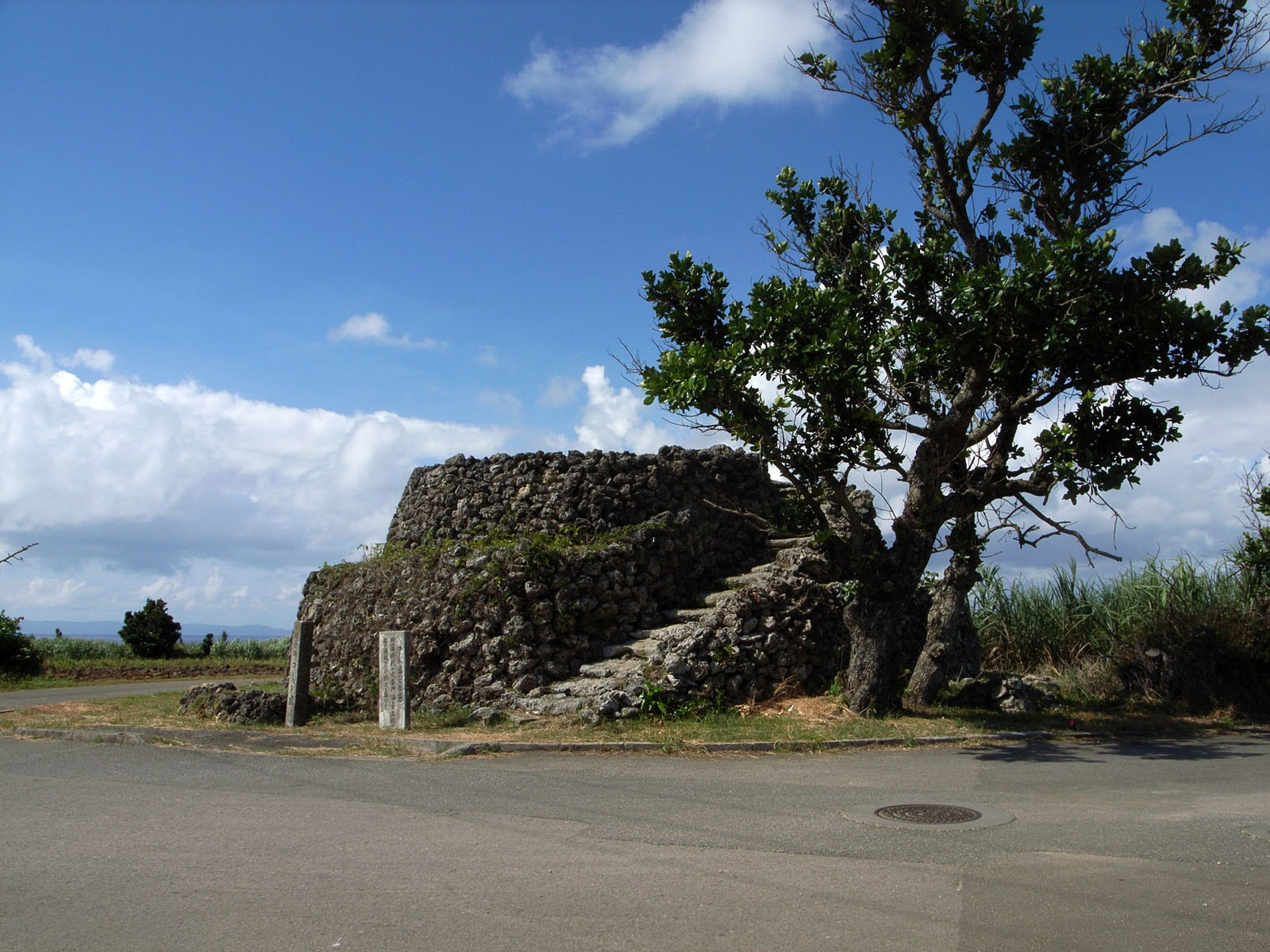
Древние руины
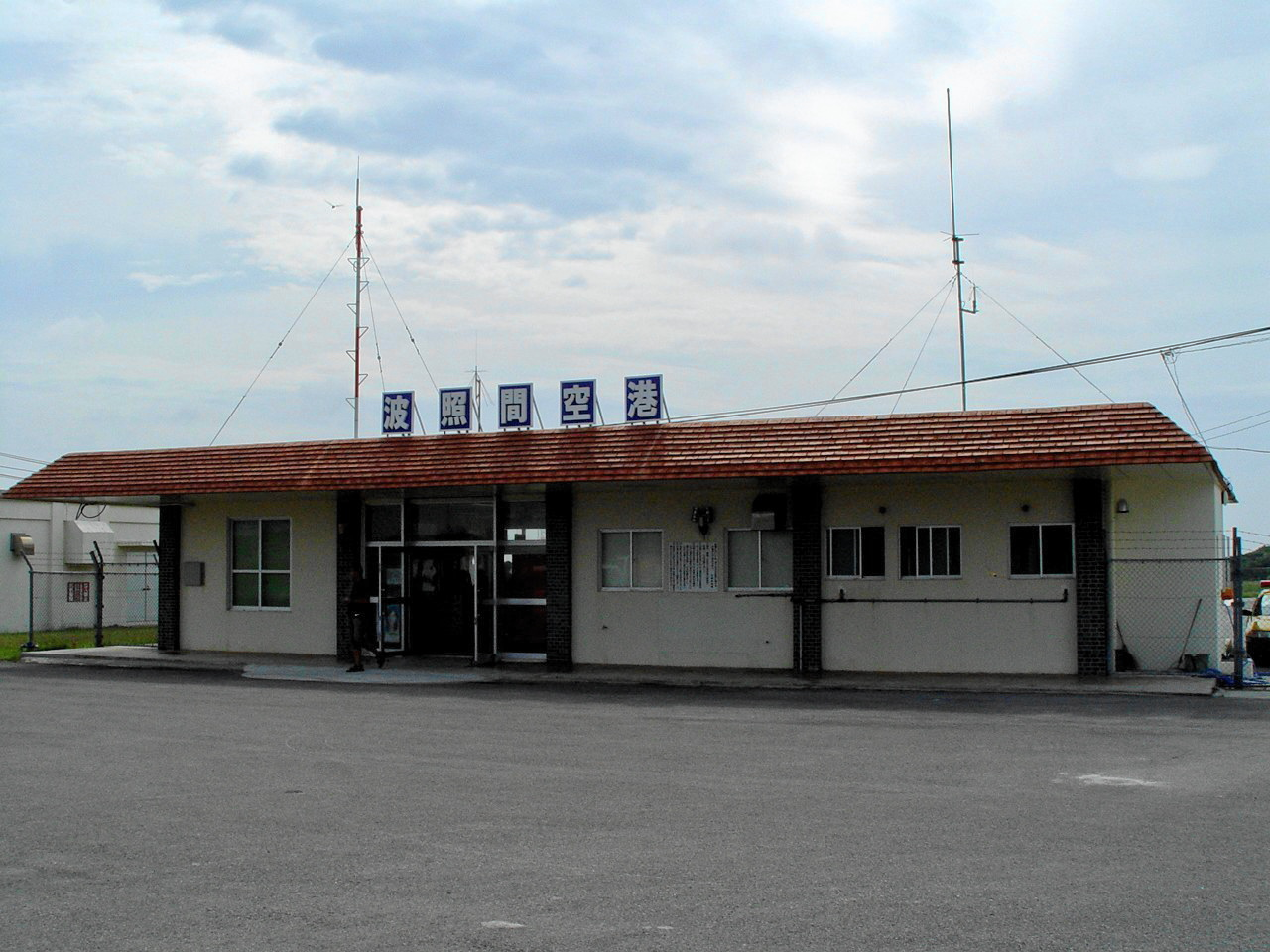
Аэропорт